# Sherlock (musikgrupp)
Sherlock var en svensk hiphopgrupp, aktiv mellan 1995 och 1997. Utöver en handfull singlar gav de 1997 ut albumet Made to Measure.
Trots att gruppen inte nådde några större kommersiella framgångar under sin aktiva tid hade den ett stort inflytande på svensk hiphop under kommande år genom kollektivet Natural Bond samt gästspel på Petters och Teddybears STHLMs skivor och uppträdanden.
Gruppens medlemmar var från början rapparna Infrared, Pee Wee och Speedknock samt producenten Seb Roc. Strax före albumets inspelning ersattes Infrared av Thomas Rusiak.